# Theodosius van Antiochië
Theodosius van  Antiochië of Theodosius de Oudere († ca. 412) is een heilige binnen het christendom. Hij kwam uit Antiochië en werd monnik, waarna hij als heremiet door het leven ging. Later stichtte hij een klooster in Cilicië. Hij overleed omstreeks het jaar 412 in Rhosus. Zijn feestdag is op 11 januari.
Theodosius van Antiochië dient niet verward te worden met Theodosius van Cappadocië, die ook wel Theodosius de Cenobiarch genoemd wordt.